# Llagostera
Llagostera – gmina w Hiszpanii, w prowincji Girona, w Katalonii, o powierzchni 76,42 km². W 2011 roku gmina liczyła 8157 mieszkańców.